# César Mendoza

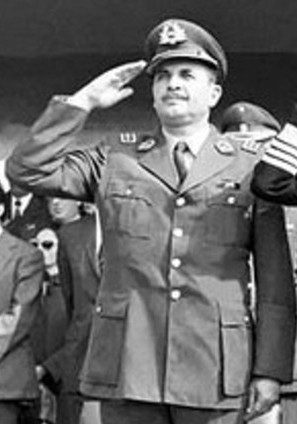
César Leonidas Mendoza Durán (um 1970)

César Leonidas Mendoza Durán (* 11. September 1918 in Santiago de Chile; † 13. September 1996 ebenda) war ein chilenischer Springreiter und General, der bei den Olympischen Sommerspielen 1952 in Helsinki mit der Mannschaft im Springreiten die Silbermedaille gewann. Nach dem Militärputsch vom 11. September 1973 wurde er Generaldirektor der Nationalen Polizei (Carabineros de Chile) und war als solcher bis zum 2. August 1985 während der Militärdiktatur unter General Augusto Pinochet auch Mitglied der regierenden Militärjunta (Junta de Gobierno de Chile).

## Leben

### Laufbahn bei den Carabineros und Gewinner der olympischen Silbermedaille
Mendoza begann nach dem Schulbesuch eine Ausbildung an der Nationalen Polizeischule (Escuela de Carabineros), die er 1940 als Korporal abschloss. In der Folgezeit fand er verschiedene Verwendungen und wurde 1942 zum Leutnant befördert.
Anfang der 1950er Jahre gehörte er zur chilenischen Mannschaft im Springreiten und war mit dieser Teilnehmer bei den Olympischen Sommerspielen 1952 in Helsinki. Zusammen mit Óscar Cristi auf „Bambi“ und Ricardo Echeverría auf „Lindo Peal“ gewann er dabei auf „Pillán“ mit 45,75 Punkten die Silbermedaille bei den Mannschaftswettbewerben im Springreiten nach der Mannschaft aus Großbritannien. Er gehörte damit zu den wenigen olympischen Medaillengewinnern aus Chile. Im Einzelwettbewerb belegte er nach einem 21. Platz in der ersten sowie einem ersten Platz in der zweiten Runde in der Finalrunde den siebten Platz.
Nach seiner Rückkehr wurde Mendoza 1953 zum Hauptmann, 1959 zum Major sowie 1965 zum Oberstleutnant der Carabineros befördert. Später folgte 1968 seine Beförderung zum Oberst und 1970 zum General. Als solcher wurde er 1972 Generalinspekteur der Carabineros.

### Militärputsch vom 11. September, Oberbefehlshaber der Carabineros und Mitglied der Militärjunta
Danach war er Direktor für Wohlfahrtsdienste der Streitkräfte und bekleidete damit den zehnten Rang innerhalb der chilenischen Militärhierarchie. Am 10. September 1973 traf er mit General Gustavo Leigh, dem Oberbefehlshaber der Luftwaffe (Fuerza Aérea) zusammen, und akzeptierte dabei die Beteiligung der Carabineros an dem für den 11. September 1973, 6 Uhr morgens, vorgesehenen Militärputsch gegen Staatspräsident Salvador Allende.
In der Nacht vom 10. auf den 11. September 1973 begab er sich mit General Arturo Yovane Zúñiga zur Unteroffiziersschule der Nationalpolizei (Escuela de suboficiales de Carabineros), der einzigen Einheit, die nicht an dem Putsch teilnehmen wollte. Am Tag des Putsches selbst erschien er dann zusammen mit Yovane bei der Nachrichtenzentrale der Carabineros, um von dort die Kampfeinsätze der Nationalpolizei zu steuern, der selbst keine bestimmte Kampforte zugewiesen wurden. Allende bezeichnete Mendoza kurz vor seinem Tod im Präsidentenpalast La Moneda als „den kriecherischen General“ (‚el general rastrero‘).
Nach dem erfolgreichen Militärputsch und dem Tod Allendes erschien Mendoza erstmals in der nationalen Öffentlichkeit, als er zu einem der ersten Mitglieder der regierenden Militärjunta (Junta de Gobierno de Chile) ernannt wurde. Zugleich übernahm er als Nachfolger von General José María Sepúlveda Galindo das Amt des Generaldirektors der Carabineros. Damit wurde die Nationalpolizei in die Militärjunta integriert. Bis zu diesem Zeitpunkt unterstanden die Carabineros als Teil des öffentlichen Dienstes dem Innenministerium und waren kein Teil der Streitkräfte.

### DerCaso Degollados, Rücktritt als Chef der Carabineros und letzte Lebensjahre

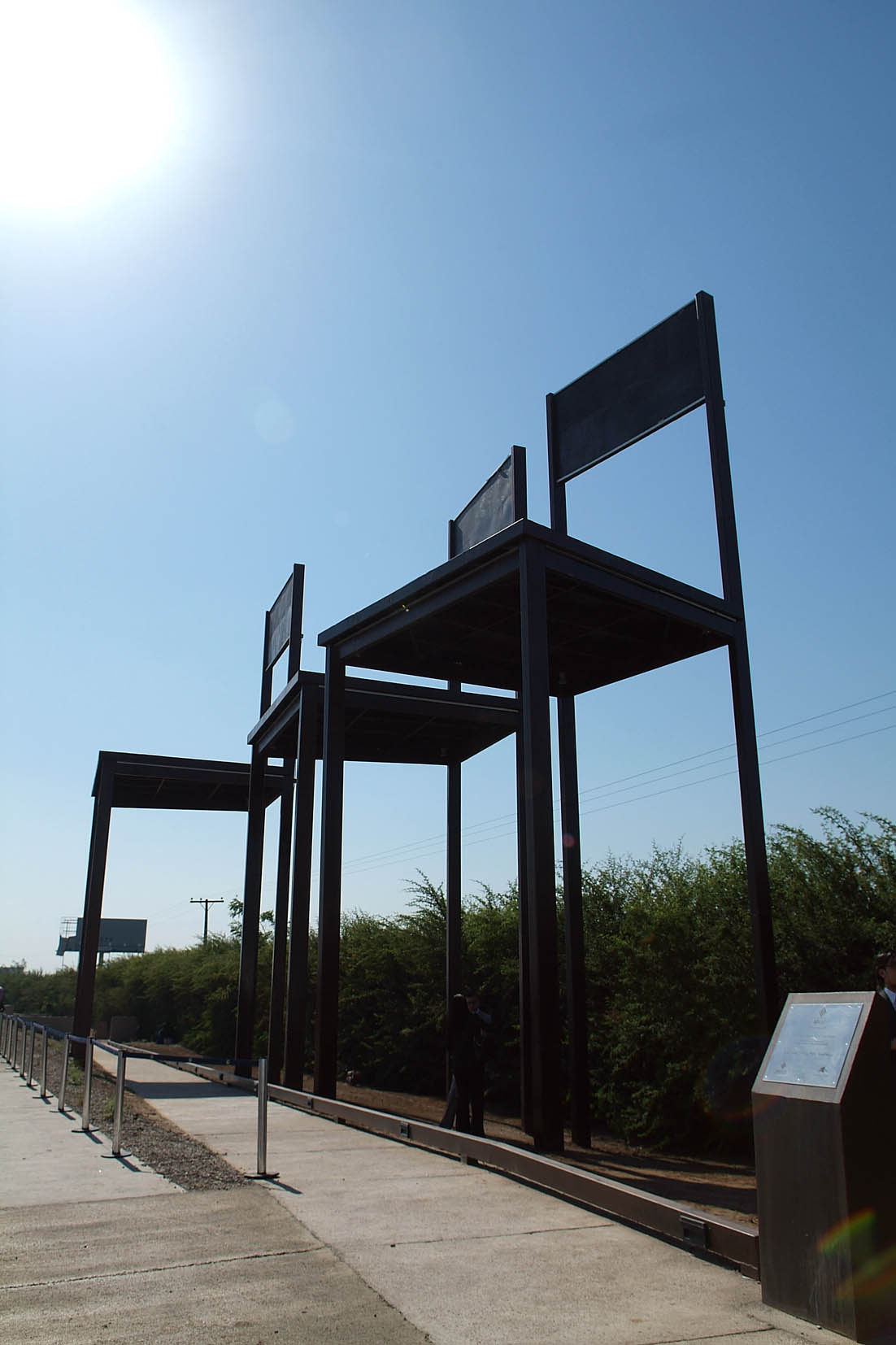
Das Denkmal Un lugar para la memoria erinnert an die drei durch die Carabineros ermordeten Funktionäre der Partido Comunista de Chile José Manuel Parada Maluenda, Manuel Guerrero Ceballos und Santiago Nattino

Als es am 30. März 1985 zur Entführung und Ermordung von José Manuel Parada Maluenda, Manuel Guerrero Ceballos und Santiago Nattino, drei Funktionären der Partido Comunista de Chile, kam, wurde diese Tat zunächst als eine Abrechnung zwischen Kommunisten dargestellt. Schnell wurde jedoch vermutet, dass die Nationalpolizei für diese Tat, den sogenannten Caso Degollados, verantwortlich war. Die Ermittlungen durch den Untersuchungsrichter José Cánovas Robles belegten schließlich durch eine Überprüfung und Auswertung von Daten und Dokumenten der Nationalen Informationszentrale CNI (Central Nacional de Informaciones), dass die Abteilung für Öffentlichkeitsarbeit der Polizei DICOMCAR (Dirección de Comunicaciones de Carabineros) in die Ermordung der drei Parteifunktionäre verwickelt war.
Dies führte dazu, dass General Mendoza für das Amt des Generaldirektors der Carabineros und Mitglied der Regierungsjunta untragbar wurde. Er trat schließlich am 2. August 1985 von diesen Ämtern zurück und wurde durch General Rodolfo Emilio Eduardo Stange Oelckers abgelöst. Nach seinem Ausscheiden aus dem aktiven Militärdienst widmete er sich wieder dem Reitsport und wurde auch Mitglied des Obersten Rates der 1987 gegründeten Universidad Las Condes.
1991 sah sich der ehemalige Generaldirektor der Nationalpolizei erneut einem Gerichtsverfahren ausgesetzt. Dieses Mal handelte es sich um ein Verleumdungsverfahren, nachdem die ehemalige kommunistische Abgeordnete María Adela Maluenda Campos, Mutter des ermordeten José Manuel Parada Maluenda, in einer Zeitschrift ein Interview über den ehemaligen General gab.
In einem weiteren Gerichtsverfahren wurde er am 26. März 1992 vom späteren Richter am Obersten Gerichtshof, Milton Iván Juica Arancibia, wegen der Straftat der Begünstigung einer terroristischen Verschwörung angeklagt. Am 24. April 1992 wurde er jedoch nach Zahlung einer Kaution aus der Haft entlassen.
Mendoza, der an einem Pankreastumor starb, war verheiratet und Vater zweier Kinder.